# Инвазија Русије на Украјину
Инвазија Русије на Украјину почела је 24. фебруара 2022, око 5 сати ујутро по кијевском времену, широком војном инвазијом снага Руске Федерације на Украјину из правца Русије, Белорусије и Крима, а у борбе су се укључиле и јединице Доњецке Народне Републике (ДНР) и Луганске Народне Републике (ЛНР). Војске су кренуле у офанзиву на четири главна правца – са севера према Кијеву, са североистока према Харкову, са југоистока од Донбаса и са југа од Крима. Сукоб између Руске Федерације и Украјине почео је 2014. године после Евромајдана, након чега је уследило руско анектирање Крима и сукоби на подручју Донбаса. У Руској Федерацији и Белорусији се овај конфликт често назива као „специјална војна операција на територији Украјине, Доњецке Народне Републике и Луганске Народне Републике”, док је у појединим државама позната и као „ратна агресија”.
Бројна упозорења о предстојећој инвазији објављена су у медијима од октобра 2021. године, али су руски највиши званичници доследно порицали припреме за рат са Украјином.
Непосредно пре инвазије, Русија је тражила да се Украјини законски забрани улазак у војну алијансу НАТО. Дана 21. фебруара 2022. Русија је признала две самопроглашене државе унутар граница Украјине — Доњецку Народну Републику и Луганску Народну Републику. Путин је изразио руске иредентистичке ставове и довео у питање право Украјине на државност. Покушавајући да обезбеди casus belli, Путин је оптужио Украјину да је извршила геноцид над својим руским говорницима; оптужба је у Западним земљама описана као неоснована. Експерти сматрају да је Русија створила сепаратистички покрет у Донбасу, након чега је користила признање ДНР и ЛНР као основу за инвазију.
Оружане снаге Руске Федерације ушле су 21. фебруара у регион Донбас у источној Украјини. Дана 24. фебруара, око 5 часова по локалном времену, председник Русије — Владимир Путин, најавио је „специјалну војну операцију” у источној Украјини. Неколико минута касније, почели су ракетни удари на локацијама широм Украјине, укључујући престоницу Кијев. Украјинска гранична служба саопштила је да су нападнути њени гранични прелази са Русијом и Белорусијом. Два сата касније копнена војска Русије је ушла у земљу. Председник Украјине Володимир Зеленски је одговорио доношењем ванредног стања, прекидом дипломатских односа са Русијом и најавом опште мобилизације. Као оправдање за инвазију, Путин је навео потребу заштите ДНР и ЛНР и саме Русије, а такође је употребио карактеризацију Украјине као неонацистичке државе.
Инвазија је добила широку међународну осуду, укључујући нове санкције уведене Русији, што је изазвало финансијску кризу. Против инвазије су одржани глобални протести, док су се током протеста у Русији догодила масовна хапшења. И пре и током инвазије, разне државе су Украјини пружале страну помоћ, укључујући подршку у наоружању и другом материјалу.
Инвазија је изазвала велику миграциону кризу: према подацима Уједињених нација, до 9. јуна 2022. 7,3 милиона избеглица је напустило Украјину, док су, према подацима од 23. маја, око 7,1 милион људи постали интерно расељена лица. Један број новинара назвао је инвазију највећим војним сукобом у Европи од краја Другог светског рата.

## Позадина

### Постсовјетски контекст
Након распада Совјетског Савеза 1991. године, Украјина и Русија су наставиле да одржавају блиске везе. Украјина је 1994. пристала да напусти свој нуклеарни арсенал и потписала Будимпештански меморандум о безбедносним гаранцијама под условом да Русија, Уједињено Краљевство и Сједињене Државе дају гаранције против претњи или употребе силе против територијалног интегритета или политичке независности Украјине. Пет година касније, Русија је била једна од потписница Повеље о европској безбедности, где је „поново потврдила инхерентно право сваке државе учеснице да буде слободна да изабере или промени своје безбедносне аранжмане, укључујући уговоре о савезу, како буду еволуирали“.
НАТО пакт примајући бивше чланице Варшавског уговора у своје чланство све више се приближавао границама Руске Федерације. Сматра се да је постављање ракетног штита код бивших совјетских сателита, у Пољској и Румунији представљао прекретницу у безбедносном смислу за постсовјетску Русију. Русија и Европа у потенцијалном сукобу спадају у веома угрожене територије док Америка због своје удаљености не дели такав степен ризика још од Кубанске кризе. Руски председник Владимир Путин је 2008. године говорио против потенцијалног придруживања Украјине НАТО пакту Румунски аналитичар Јулијан Чифу и његови коаутори су 2009. године изнели мишљење да је Русија у погледу Украјине следила ажурирану верзију доктрине Брежњевљева, који диктира да суверенитет Украјине не може бити већи од суверенитета држава чланица Варшавског пакта пре колапса совјетске сфере утицаја током касних 1980-их и почетком 1990-их. Осим тога, старе и нове чланице НАТО и ЕУ такође имају ограничен суверенитет у одлучивању. Генерално мање чланице морају да прате, попут вазала, више циљеве САД и немачке ЕУ у супротном могу се наћи под притиском истих као суверенисти или проруски субјекти. Узрок проблема поједини историчари виде у обећањима датим Михаилу Горбачову и Едуарду Шеварднадзеу да се, уколико Совјетски Савез дозволи уједињење Немачке, НАТО неће проширивати, како је то говорио Џејмс Бејкер, „ни педаљ према истоку”, а да су касније та обећања изневерена.

### Украјинска револуција и рат
После вишенедељних протеста у склопу покрета Евромајдан (2013–2014), проруски украјински председник Виктор Јанукович и лидери украјинске парламентарне опозиције су 21. фебруара 2014. потписали споразум о нагодби којим су тражили превремене изборе. Следећег дана, Јанукович је побегао из Кијева уочи гласања о опозиву којим су му одузета овлашћења председника. Лидери руског говорног подручја источних региона Украјине прогласили су трајну лојалност Јануковичу што је изазвало проруске немире у Украјини 2014. године. Немире је пратила анексија Крима од стране Русије у марту 2014. и рат у Донбасу, који је почео у априлу 2014. стварањем самопроглашених држава Доњецке и Луганске Народне Републике које подржава Русија.
Проамерички председник Украјине Володимир Зеленски је 14. септембра 2020. одобрио нову стратегију националне безбедности Украјине, „која предвиђа развој посебног партнерства са НАТО-ом у циљу чланства у НАТО-у“. Зеленски је 24. марта 2021. године потписао Указ бр. 117/2021 којим се одобрава „стратегија деокупације и реинтеграције привремено окупиране територије Аутономне Републике Крим и града Севастопоља“.
У јулу 2021, Путин је објавио есеј под насловом О историјском јединству Руса и Украјинаца, у којем је поново потврдио свој став да су Руси и Украјинци „један народ“. Поједини новинари и аутори из Уједињеног Краљевства и САД критиковали су његову главну тврдњу као историјски ревизионизам, империјализам и искривљено виђење украјинске историје.
Русија је рекла да могући улазак Украјине у НАТО и проширење НАТО-а уопште угрожавају њену националну безбедност. Заузврат, Украјина и друге европске земље суседне Русије оптужују Путина за покушај руског иредентизма и за вођење агресивне милитаристичке политике.

## Почетак инвазије
Сукоб је почео великим војним јачањем, у почетку од марта до априла 2021, а затим од октобра 2021. до фебруара 2022. Током другог војног јачања, Русија је поставила захтеве Сједињеним Државама и НАТО-у, предлажући два нацрта уговора који су садржали захтеве за оно што је назвала „безбедносним гаранцијама“, укључујући правно обавезујуће обећање да Украјина неће ући у НАТО, као и смањење у трупама НАТО-а и војној опреми стационираним у источној Европи, и запретила неодређеним војним одговором ако НАТО настави да се држи „агресивне линије“.

### Руске оптужбе
Руски председник Владимир Путин је 9. децембра 2021. говорио о дискриминацији оних који говоре руски изван Русије, рекавши: „Морам да кажем да је русофобија први корак ка геноциду. Ви и ја знамо шта се дешава у Донбасу. То свакако веома личи на геноцид.“ Русија је такође осудила украјински закон о језику. Путин је 15. фебруара 2022. рекао новинарима: „Оно што се управо дешава у Донбасу је геноцид”. Медији су навели да, упркос Путиновој оптужби за геноцид над говорницима који говоре руски, украјински председник Володимир Зеленски и сам говори руски језик.
Руске тврдње о геноциду одбачене су као лажне од стране западних и других медија. Неколико међународних организација, укључујући Високог комесара Уједињених нација за људска права, Специјалну посматрачку мисију ОЕБС-а у Украјини и Савет Европе, није нашло никакве доказе који подржавају руске тврдње. Европска комисија је одбацила оптужбе за геноцид као руску дезинформацију.
Америчка амбасада у Украјини описала је руску тврдњу о геноциду као „неистину за осуду“, док је портпарол америчког Стејт департмента Нед Прајс рекао да Москва такве тврдње износи као изговор за инвазију на Украјину. Дана 18. фебруара, руски амбасадор у САД Анатолиј Антонов оптужио је САД да одобравају „присилну асимилацију Руса у Украјини“.
У говору 21. фебруара, Путин је такође навео да је „украјинско друштво“ постало „неонацистичко“ без доказа. Према Џонатану Алену, нема доказа за такав крајње десничарски национализам у влади, војсци или бирачком телу. Украјински председник Зеленски је Јевреј, а три члана његове породице погинула су у Холокаусту. Осврћући се посебно на руску тврдњу, Зеленски је рекао да се његов деда борио против нациста у совјетској пешадији.

### Сукоби
Борбе у Донбасу су значајно ескалирале 17. фебруара 2022. Док се дневни број напада током првих шест недеља 2022. кретао од два до пет, украјинска војска је пријавила 60 напада 17. фебруара. Руски државни медији су такође известили о преко 20 артиљеријских напада на положаје сепаратиста истог дана. Украјинска влада оптужила је руске сепаратисте да су гранатирали обданиште у Станици Луганској користећи артиљерију, при чему су ранила три цивила. Луганска Народна Република саопштила је да је украјинска влада напала њене снаге минобацачем, бацачима граната и митраљеском ватром.
Следећег дана, Доњецка Народна Република и Луганска Народна Република наредиле су обавезну евакуацију цивила из својих главних градова, иако је примећено да ће за потпуну евакуацију бити потребни месеци. Украјински медији известили су о порасту артиљеријског гранатирања милитаната предвођених Русијом у Донбасу као и покушаја да се испровоцира украјинска војска.
Руска Федерална служба безбедности (ФСБ) је 21. фебруара објавила да је украјинско гранатирање уништило гранични објекат ФСБ-а удаљен 150 m од границе између Русије и Украјине у Ростовској области. Одвојено, прес-служба Јужног војног округа саопштила је да су руске снаге тог дана ујутро убиле групу од пет диверзаната у близини села Митјакинскаја у Ростовској области, која је продрла на границу из Украјине са два борбена возила пешадије, при чему су возила уништена. Украјина је негирала да је умешана у оба инцидента и назвала их операцијом под лажном заставом. Поред тога, пријављено је да су два украјинска војника и један цивил убијени гранатирањем у селу Зајцево, 30 km северно од Доњецка.
Неколико аналитичара, укључујући истражни сајт Белингкат, објавило је доказе да је многе нападе, експлозије и евакуације у Донбасу инсценирала Русија.
Непознате снаге су 21. фебруара гранатирале Луганску термоелектрану у Луганској Народној Републици. Украјинске вести су саопштиле да су због тога била принуђене да прекину програм.

### Ескалација
Дана 21. фебруара, након признања Доњецке и Луганске Народне Републике, председник Путин је наредио да се руске трупе (укључујући механизоване снаге) пошаљу у Донбас у, како је Русија назвала, „мировну мисију“. Руска војска саопштила је да је убила пет украјинских "диверзаната" који су прешли границу са Русијом, што је оштро демантовао украјински министар спољних послова Дмитриј Кулеба. Касније тог дана, неколико независних медија потврдило је да руске снаге улазе у Донбас. Напад на Донбас од 21. фебруара нашироко је осудио Савет безбедности УН и Русија није добила никакву подршку. Амбасадор Кеније Мартин Кимани упоредио је Путинов потез са колонијализмом и рекао: „Морамо да завршимо опоравак од жара мртвих империја на начин који нас не гурне назад у нове облике доминације и угњетавања.”
Амерички председник Џо Бајден је 22. фебруара изјавио да се догодио „почетак руске инвазије на Украјину“. Генерални секретар НАТО-а Јенс Столтенберг и канадски премијер Џастин Тридо рекли су да је дошло до „даље инвазије”. Украјински министар спољних послова Кулеба је изјавио: „Не постоји таква ствар као што је мања, средња или велика инвазија. Инвазија је инвазија." Шеф спољне политике Европске уније Жозеп Борељ изјавио је да су „руске трупе стигле на украјинско тло“ у „непуноправној инвазији“. Истог дана, Савет Федерације је једногласно овластио Путина да употреби војну силу ван Русије. Заузврат, председник Зеленски је наредио регрутацију украјинских резервиста, а да се још није обавезао на општу мобилизацију.
Врховна рада Украјине прогласила је 23. фебруара 30-дневно ванредно стање широм земље, искључујући окупиране територије у Донбасу, које је ступило на снагу у поноћ. Парламент је такође наредио мобилизацију свих резервиста Оружаних снага Украјине. Истог дана, Русија је почела да евакуише своју амбасаду у Кијеву и такође је спустила руску заставу са врха зграде. Сајтови украјинског парламента и владе, као и банкарски сајтови, погођени су ДоС нападима.
Још један састанак Савета безбедности УН одржан је 23-24. фебруара. Русија је извршила инвазију на Украјину током хитног састанка Савета безбедности УН са циљем да смири кризу. Генерални секретар Антонио Гутерес је изјавио: „Дајте шансу миру“. Русија је извршила напад док је била председавајућа Саветом безбедности УН у фебруару 2022. и има право вета као једна од пет сталних чланица. У раним сатима 24. фебруара, Зеленски је одржао телевизијски говор у којем се обратио грађанима Русије на руском језику и замолио их да спрече рат.

## Осуде и санкције
Генерални секретар Уједињених нација Антонио Гутерес позвао је Русију да одмах прекине агресију на Украјину, док су француски и амерички амбасадори најавили да ће 25. фебруара 2022. поднети резолуцију Савету безбедности УН. Уједињено Краљевство, Сједињене Државе, Канада и Европска унија означиле су напад као непровоциран и неоправдан и обећале оштре санкције руским појединцима, предузећима и имовини. Напад су такође осудиле Француска, Шпанија, Јапан, Италија и Грузија.
Пољска, Румунија, Литванија, Летонија и Естонија покренуле су безбедносне консултације НАТО-а према члану 4. Естонска влада објавила је саопштење премијерке Каје Калас: „Распрострањена агресија Русије представља претњу за цео свет и за све земље НАТО-а и морају се покренути консултације НАТО-а о јачању безбедности савезника како би се спровеле додатне мере за обезбеђење одбране НАТО савезника. Најефикаснији одговор на агресију Русије је јединство.“ Председник Чешке Милош Земан позвао је на избацивање Русије из Друштва за светску међубанкарску финансијску телекомуникацију (СВИФТ). Аустралијски премијер Скот Морисон је 24. фебруара најавио циљане забране путовања и финансијске санкције против осам чланова руског савета за националну безбедност.
Ујутро 24. фебруара, председница Европске комисије Урзула фон дер Лајен најавила је "масовне" санкције ЕУ које ће блок усвојити. Санкције ће бити усмерене на технолошке трансфере, руске банке и руску имовину.
Хрватски премијер Андреј Пленковић објавио је на Твитеру саопштење у којем је рекао: „Најоштрије осуђујемо руску агресију и инвазију на Украјину. Овај ничим изазван напад је грубо кршење суверенитета Украјине и међународног права.“ Пленковић се састао и са амбасадором Украјине у Хрватској, уз напомену да ће Хрватска подржати санкције ЕУ и да је спремна да Украјини пружи хуманитарну и техничку помоћ.
Председница Молдавије Маја Санду такође је објавила изјаву на Твитеру, у којој је рекла: „Снажно осуђујем чин рата Русије против Украјине, што је очигледно кршење међународног права и украјинског суверенитета и територијалног интегритета.“ Она је рекла да је Молдавија спремна да прихвати десетине хиљада људи који беже из Украјине након руског напада. Она је навела да је до 24. фебруара преко 4.000 украјинских држављана прешло у Молдавију.
Истог дана, израелски министар спољних послова Јаир Лапид издао је саопштење у којем је рекао: „Руски напад на Украјину представља озбиљно кршење међународног поретка. Израел осуђује напад и спреман је да пружи хуманитарну помоћ грађанима Украјине. [... ] Израел има дубоке, дуготрајне и добре односе са Русијом и Украјином. У обе земље има на десетине хиљада Израелаца, а у обе земље има стотине хиљада Јевреја. Одржавање њихове безбедности и безбедности је на врху нашег разматрања.“
Истог дана, Игор Полиха, изасланик Украјине у Индији, изразио је дубоко незадовољство због става који је заузело индијско Министарство спољних послова. Раније тог дана, Министарство спољних послова Индије је саопштило да „Индија помно прати развој догађаја у региону“. Портпарол индонежанског Министарства спољних послова Теуку Фаизасија изразио је забринутост Индонезије због ескалације сукоба. Индонезија је позвала Русију да поштује суверенитет и територијални интегритет Украјине. Индонежански председник Џоко Видодо је такође твитовао „Зауставите рат. Рат доноси патњу човечанству и угрожава свет.“ 
Организација америчких држава издала је саопштење у којем осуђује напад као „несумњив [напад] на мир и безбедност човечанства, као и на цивилизоване односе међу државама”.
Герхард Шредер, бивши канцелар Немачке, председник руске енергетске компаније Росњефт и пријатељ председника Путина позвао је на прекид непријатељстава, наводећи да „рат и повезане патње за народ у Украјини морају бити окончани што пре."  Он је окривио обе стране за грешке из прошлости, али је рекао да „чак ни безбедносни интереси Русије не оправдавају употребу војних средстава“.
Као одговор на напад, немачки фудбалски клуб Шалке 04 најавио је да ће уклонити лого Гаспрома, његовог главног спонзора, са својих униформи.
Аустралија је такође проширила већ постојеће санкције из 2014. године, тако да сада обухватају ограничења извоза или испоруке одређене робе, ограничења на увоз, куповину или транспорт одређене робе, ограничења одређених комерцијалних активности, ограничења у пружању одређених услуга, ограничења у пружању средстава одређеним лицима или ентитетима, ограничења у поступању са имовином одређених лица или ентитета и забране путовања назначеним лицима.

### Кинеска и остале реакције
Руски надзор над медијима, Роскомнадзор, наредио је медијима у земљи да „користе само информације и податке из званичних руских извора”, упозоравајући да би непоштовање тога могло довести до новчаних казни и блокада. Полиција је привела десетине Руса у градовима широм Русије због протеста против инвазије.
Народна Република Кина је 24. фебруара 2022. године изјавила да сукоб није инвазија и оптужила Сједињене Државе да агитирају за рат. Портпаролка министарства спољних послова НРК Хуа Чуњин позвала је обе стране да раде на миру, а не да ескалирају тензије. Асошиејтед прес је известио да ће Кина повећати свој увоз руске пшенице, ефективно ублажавајући санкције Запада Русији.
Српска православна црква упутила је материјалну помоћ народу Украјине.

### Економске последице
Московска берза је привремено обуставила сво трговање на својим тржиштима 24. фебруара у 08:05 по московском времену, пре него што је настављена у 10:00. Берза у Санкт Петербургу је такође обуставила трговање до даљњег. Рубља је 24. фебруара пала на рекордно низак ниво у односу на амерички долар. Централна банка Русије најавила је своје прве тржишне интервенције од анексије Крима 2014. како би стабилизовала тржиште. Аналитичари су очекивали да ће руска тржишта наставити да се припремају за предвиђене санкције Запада и да ће централна банка повећати кључну каматну стопу како би се супротставила инфлаторним притисцима због пада рубље.
Народна банка Украјине је 24. фебруара суспендовала тржиште валута, најављујући да ће поправити званични курс. Централна банка је такође ограничила подизање готовине на 100.000 гривна дневно и забранила подизање у страној валути од стране јавности. ПФТС берза је 24. фебруара саопштила да је трговање обустављено због ванредних догађаја. Као резултат инвазије, цене нафте типа Брент су порасле изнад 100 долара по барелу први пут од 2014. док су тржишта у Азији пала. Слично, океанска тржишта су пала, а Аустралијска берза хартија од вредности и новозеландска берза пале су за више од 3%. Индијски индекс Нифти је 24. фебруара 2022. завршио за више од 5% ниже, док је Сенсек пао за више од 2.700 поена.

### Протести
Полиција је привела десетине Руса у градовима широм Русије због протеста против извршеног напада.
Проукрајински протести су организовани испред неколико руских амбасада у иностранству, укључујући оне у Белгији, Исланду, Холандији, Уједињеном Краљевству и Сједињеним Државама.

### Википедија
Федерални сервис за надзор комуникације, информационих технологија и медија Роскомнадзор који служи за надгледање и цензуру медија је 1. марта 2022. писао задужбини Викимедија тражећи уклањање чланка о инвазији Русије на Украјину 2022. (Вторжение России на Украину (2022)) са Википедије на руском језику, тврдећи да чланак садржи "илегално дистрибуиране информације", укључујући и "репортаже о бројим цивилним жртвама у редовима особља Руске Федерације, као и цивилног становништва Украјине, укључујући децу".

### Напади на Русе
Након почетка рата у Украјини 24. фебруара 2022. широм Европе је изражена русофобија и напади на руску културу. Уведене су санкције за руске спортисте и забрањено је приказивање и истицање државне заставе и химне Руске Федерације. Федерација регистара мачака ФИФЕ забранила је мачкама узгојеним у Русији да учествују на међународним изложбама, а један универзитет у Италији је забранио предавање о руском писцу Фјодору Достојевском, одлука која је касније поништена. Кардифска филхармонија је уклонила дела Чајковског са репертоара. Диригенту Валерију Георгијеву, који је у прошлости био велики поборник Владимира Путина, није било дозвољено да диригује у Карнеги Холу дан после почетка инвазије, као и пијанисти Денису Матсујеву. Градоначелник Милана Ђузепе Сала изјавио је да истом диригенту неће бити дозвољено да диригује Пиковом дамом у Миланској Скали ако не проговори против инвазије. Баварска опера га је потом отпустила из Минхенске филхармоније, заједно са Аном нетребко, пошто су одбили да осуде инвазију. Упоредо сa почетком напада на Украјину појачале су се и негативне тензије према грађанима Немачке руског порекла, а учестали су напади на трговине које држе људи руског порекла. Руски медији као што су Раша тудеј и Спутњик су забрањени у Европској унији и на платформи Youtube.